# Gare de Guérard - La Celle-sur-Morin
Gare de Guérard - La Celle-sur-Morin vasútállomás Franciaországban, Guérard településen.

## Vasútvonalak
Az állomást az alábbi vasútvonalak érintik:
- Gretz-Armainvilliers-Sézanne-vasútvonal

## Kapcsolódó állomások
A vasútállomáshoz az alábbi állomások vannak a legközelebb:
- Gare de Mortcerf (Paris Gare de l’Est, ligne P)
- Gare de Faremoutiers - Pommeuse (Gare de Coulommiers, ligne P)